# Rezerwat przyrody Cisowa Góra

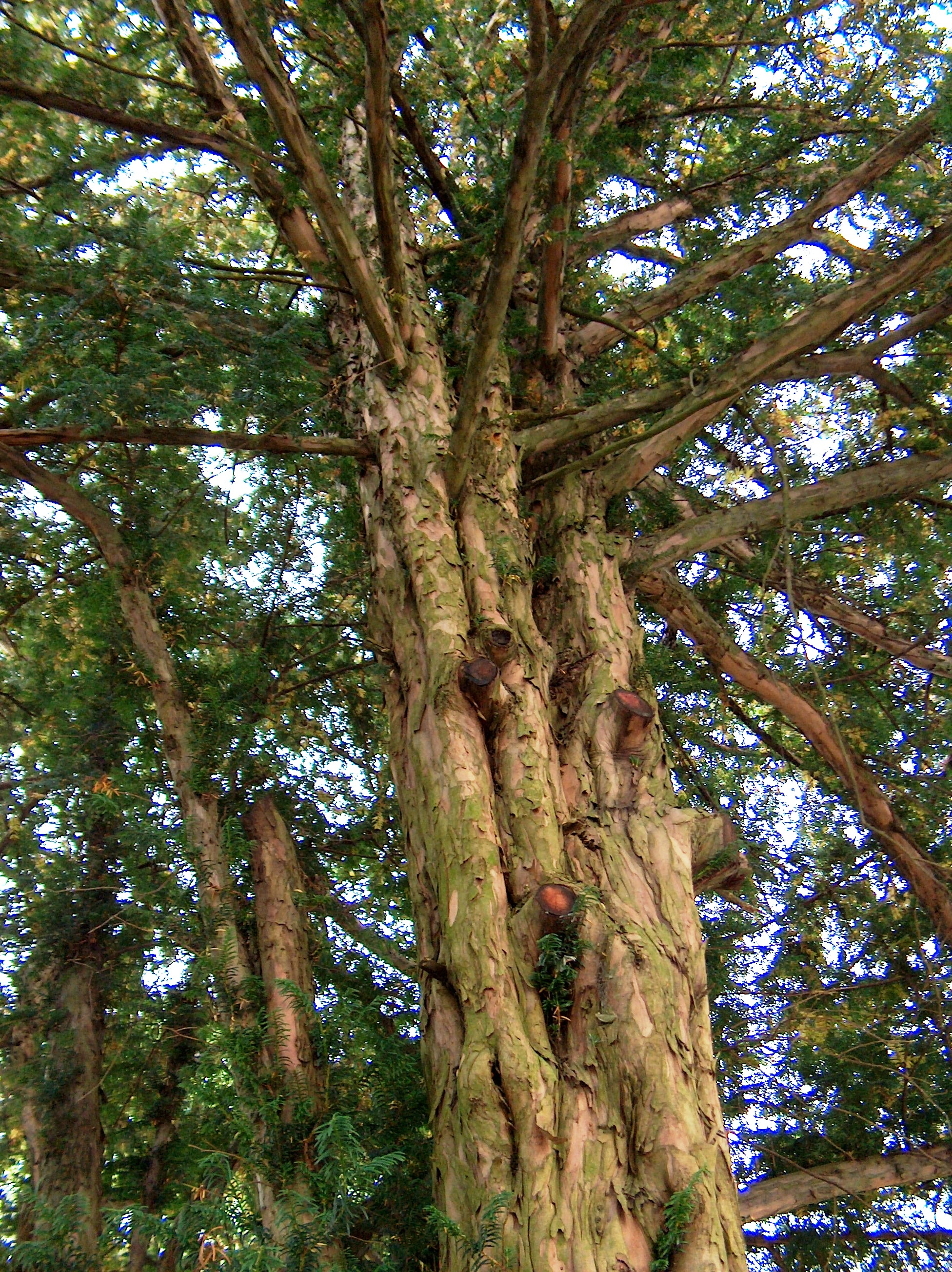
Cis pospolity – gatunek chroniony w rezerwacie

Rezerwat przyrody Cisowa Góra – leśny rezerwat przyrody w południowo-zachodniej Polsce, w Sudetach Środkowych, w gminie Stoszowice (powiat ząbkowicki, województwo dolnośląskie). Położony jest w północno-wschodniej części Grzbietu Zachodniego Gór Bardzkich, na północnych zboczach wzniesień Buczek i Mały Buczek, około 1,5 km na zachód od miejscowości Brzeźnica. Leży na gruntach będących w zarządzie Nadleśnictwa Bardo Śląskie.
Znajduje się na terenie obszaru Natura 2000 „Góry Bardzkie” PLH020062 SOO i Obszaru Chronionego Krajobrazu Góry Bardzkie i Sowie.
Rezerwat został utworzony w 1953 roku, Zarządzeniem Ministra Leśnictwa (M.P. z 1953 r. nr 30, poz. 384), na powierzchni 18,56 ha. W roku 2012 skorygowano obszar rezerwatu do 18,93 ha.
Rezerwat utworzono w celu zachowania i ochrony naturalnego stanowiska cisa pospolitego Taxus baccata, gatunku ustępującego obecnie z lasów, a stanowiącego niegdyś ich stały element składowy. 
Rezerwat stanowi fragment lasu mieszanego pierwotnej Puszczy Sudeckiej. Rosną w nim m.in.: jawor, lipa, wiąz, jodła, świerk, dąb oraz duże zgrupowanie liczące obecnie (2009) około siedmiuset cisów. Liczba dorosłych okazów cisa zmniejszyła się o 51% w ciągu 46 lat od utworzenia rezerwatu. Flora runa leśnego jest uboga, ale występuje tu kilka gatunków storczykowatych.
Obszar rezerwatu objęty jest ochroną czynną.
W pobliżu znajduje się rezerwat „Cisy”.